# Crkva sv. Jurja sa župnim kućama u Drveniku Velikom
Crkva sv. Jurja sa župnim kućama u Drveniku Velikom, na otoku Drveniku Velom, Grad Trogir, zaštićeno kulturno dobro.

## Opis dobra
Župna crkva sv. Jurja u Drveniku Velom smještena je na brežuljku poviše luke. Od najranije crkvice potječe svetište presvođeno slomljenim gotičkim svodom i središnji okrugli prozor na pročelju. U prvoj polovici 18. st. proširena je sjevernom i južnom lađom, produljena srednjom, čime je pročelje postalo trodijelno. Zvonik s lođom izrađen je 1730.g. Krajem 18. st., podignuto je na zapadu novo monumentalno pročelje, koje se pripisuje graditeljima obitelji Macanović, ali je ono, radi nedostatka sredstava ostalo nedovršeno. U unutrašnjosti crkve izvedeno je pet oltara od kamena i raznobojnog kamena u baroknom stilu. S južne strane crkve, nalaze se stara i nova župna kuća, obje građene u 19. st.

## Zaštita
Pod oznakom Z-4314 zavedene su kao nepokretno kulturno dobro - pojedinačno, pravna statusa zaštićena kulturnog dobra, klasificirano kao "sakralno-profana graditeljska baština".

## Vanjske poveznice
|  | Zajednički poslužitelj ima još gradiva o temi Crkva sv. Jurja sa župnim kućama u Drveniku Velikom |